# Ibram X. Kendi
Ibram Xolani Kendi (nascido Ibram Henry Rogers, em 13 de agosto de 1982) é um escritor, professor, ativista anti-racista e historiador de política racial e discriminatória na América.  Em 2020, apareceu na lista de 100 pessoas mais influentes do mundo do ano pela Time.